# Anopheles subpictus
Anopheles subpictus är en tvåvingeart som beskrevs av Giovanni Battista Grassi 1899. Anopheles subpictus ingår i släktet Anopheles och familjen stickmyggor. Inga underarter finns listade i Catalogue of Life.